# 韋尼希巴赫河
47°48′16″N 11°24′43″E / 47.80456°N 11.41190°E

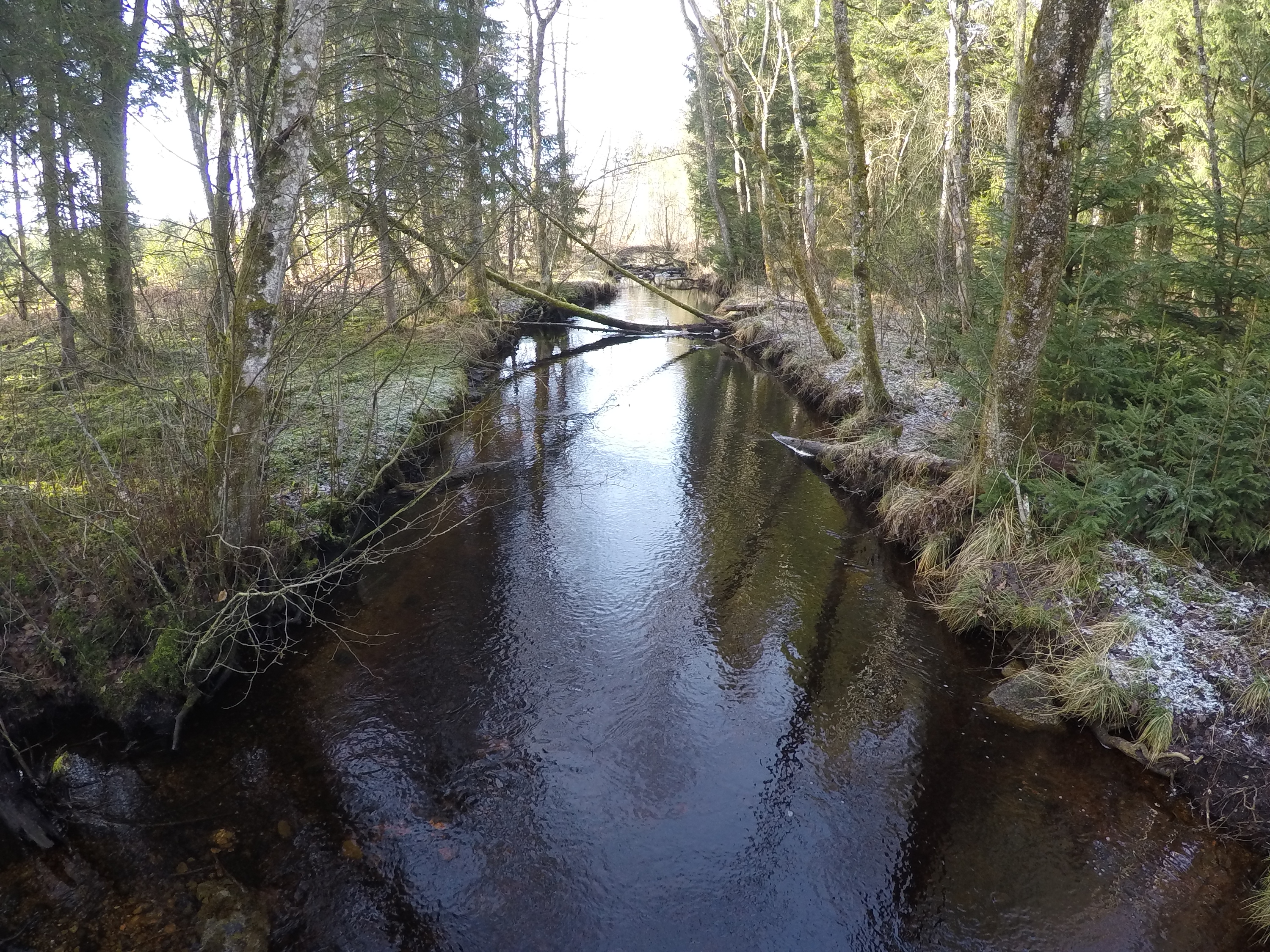

韋尼希巴赫河是德國的河流，位於該國東南部，由巴伐利亞負責管轄，屬於采爾維瑟米爾巴赫河的支流，河道全長5.5公里，流經巴特特爾茨-沃爾夫拉茨豪森縣。